# Naja Marie Aidt
Naja Marie Aidt, née le 24 décembre 1963, est une écrivaine danoise. Elle est l'auteure de poèmes, de nouvelles et de pièces de théâtre.
Elle est née à Egedesminde (Groenland), et a grandi au Groenland et dans le quartier de Vesterbro, à Copenhague. Elle débute en littérature en 1991 avec le recueil de poèmes Så længe jeg er ung (Tant que je suis jeune). 
Elle a reçu de nombreuses récompenses, dont le grand prix de littérature du Conseil nordique en 2008 pour son recueil de nouvelles Bavian (Le Babouin, paru en 2006). 